# Blackites
Blackites je rod kalcitnega nanoplanktona iz družine Rhabdosphaeraceae, ki ima ozek do širok koničast izrastek, pri katerem zunanji bazalni obroč leži razločno preko notranjega in vedno gradi zunanji rob. Rod je značilen za starejši terciar. V Sloveniji je bila opisana nova vrsta Blackites piriformis (Pavšič) iz eocena, biocona (NP14) pri Podgradu v Brkinih.